# 中洲カジノバー汚職事件
中洲カジノバー汚職事件（なかすカジノバーおしょくじけん）は、違法な賭博行為を行っていた営業者に対し、福岡県警の現職警察官が捜査情報を漏洩し、見返りに金品を受け取ったとして、2000年から2002年にかけて関係者が逮捕された事件。警察官4人が懲戒免職となったほか、贈収賄双方に実刑判決を受ける者が出るに至り、福岡県警内でも業者との不適切な交際が指摘されたり、監督責任などを問われた幹部などの処分が多数にのぼった。

## 事件内容
1995年9月まで博多警察署に勤務していた警察官が、筑紫野警察署に異動後、1996年になってから上司を通じて複数の捜査報告書を福岡県警察本部に提出した。県警本部は、「裏づけ調査を行ったが、事実を確認できなかった」として、捜査は行われなかった。この内部告発をおこなった警察官は、2000年に退職した。
この事件の発覚後、福岡県警は改めて内部調査を行い、起訴された4人とは別に、8人の警察官について、業者から利益供与を受けていたなどとして、減給、戒告、訓告などの処分が課された。さらに、監督責任を問われた県警本部長、課長、係長、班長、管理官などの幹部は十名以上に及んだ。
中洲の事件と同様に、カジノバー絡みで警察官が汚職に問われた例としては、1993年の警視庁赤坂警察署ゲーム機汚職事件（収賄）がある。